# Lawrence Ah Mon
Lawrence Ah Mon, de son vrai nom Lau Kwok-cheong (劉國昌, né en 1949) est un réalisateur hongkongais connu pour ses films sur la pauvreté à Hong Kong comme Gangs (1986), Spacked Out (en) (2000), Gimme Gimme (2001) et City Without Baseball (2008). Il a également réalisé plusieurs films sur l’histoire criminelle coloniale et post-coloniale de Hong Kong comme Lee Rock et Lee Rock 2 (avec Andy Lau) et Queen of Temple Street (en) (1990).

## Filmographie
- Dealer/Healer (2017)
- Tales from the Dark 2 (en) (2013)
- Tactical Unit - No Way Out (2009)
- Besieged City (en) (2008)
- City Without Baseball (2008)
- My Name Is Fame (en) (2006)
- Gimme Gimme (2001)
- Spacked Out (en) (2000)
- One and a Half (1995)
- Even Mountains Meet (1993)
- Three Summers (1992)
- Arrest the Restless (1992)
- Lee Rock 3 (1992)
- Dreams of Glory: A Boxer's Story (1991)
- Lee Rock 2 (1991)
- Lee Rock (1991)
- Queen of Temple Street (en) (1990)
- Gangs (1988)

## Crédit d'auteurs
- (en) Cet article est partiellement ou en totalité issu de l’article de Wikipédia en anglais intitulé « Lawrence Ah Mon » (voir la liste des auteurs).